# UEFA Europsko futsalsko prvenstvo – Belgija 2014.

}}
UEFA Europsko futsalsko prvenstvo – Belgija 2014. godine održalo se u Belgiji u veljači 2014. godine.
Kvalifikacije su odigrane u proljeće 2013. godine, a na završnom turniru nastupilo je 12 futsalskih reprezentacija u 1 gradu domaćinu, u Antwerp, igralo se u dvoranama Lotto Arena i Sportplaise.

## Dvorane
| Dvorana   | Lotto Arena | Sportpaleis |
| --------- | ----------- | ----------- |
| Slika     | Lotto Arena | Sportpaleis |
| Grad      | Antwerp     | Antwerp     |
| Kapacitet | 5 218       | 15 089      |

## Reprezentacije na ždrijebu
U Antwerpu je 4. listopada 2013. održan ždrijeb kojim je određen raspored natjecanja.
Prije ždrijeba, reprezentacije su bile poredane u tri jakosne skupine. 
| 1. jakosna skupina                                                                    | 2. jakosna skupina                  | 3. jakosna skupina                      |
| ------------------------------------------------------------------------------------- | ----------------------------------- | --------------------------------------- |
| Belgija (domaćin, smještena u A1) Španjolska (aktualni europski prvak) Italija Rusija | Portugal Ukrajina Češka Azerbajdžan | Hrvatska Rumunjska Slovenija Nizozemska |

Nakon ždrijeba, momčadi su smještene u sljedeće skupine:
| Skupina A                  | Skupina B                  | Skupina C                     | Skupina D                 |
| -------------------------- | -------------------------- | ----------------------------- | ------------------------- |
| Belgija Ukrajina Rumunjska | Rusija Portugal Nizozemska | Italija Slovenija Azerbajdžan | Španjolska Hrvatska Češka |

## Suci
| Država     | Suci                         |
| ---------- | ---------------------------- |
| Austrija   | Gerald Bauernfeind           |
| Belgija    | Pascal Lemal                 |
| Hrvatska   | Saša Tomić                   |
| Češka      | Ondřej Černý                 |
| Engleska   | Marc Birkett                 |
| Finska     | Timo Onatsu                  |
| Španjolska | Fernando Gutiérrez Lumbreras |
| Turska     | Kamil Çetin                  |

| Država    | Suci                          |
| --------- | ----------------------------- |
| Mađarska  | Balázs Farkas                 |
| Italija   | Alessandro Malfer             |
| Poljska   | Sebastian Stawicki            |
| Portugal  | Eduardo José Fernandes Coelho |
| Rumunjska | Bogdan Sorescu                |
| Rusija    | Ivan Shabanov                 |
| Slovenija | Borut Šivic                   |
| Ukrajina  | Oleg Ivanov                   |

## Raspored natjecanja
Objašnjenje kratica kod tablica u skupinama:
- Momčad = naziv reprezentacije
- Uta. = broj odigranih utakmica u skupini
- Pob. = broj pobjeda
- Izj. = broj remija
- Por. = broj poraza
- Po. = broj postignutih pogodaka
- Pr. = broj primljenih pogodaka
- GR = gol-razlika
- Bod. = broj bodova

Objašnjenje boja u tablici skupina:
██ Momčad se plasirala za daljnji tijek natjecanja.
██ Momčad ispala iz daljnjeg natjecanja.

### Natjecanja po skupinama

#### Skupina A
| Momčad    | Uta. | Pob. | Izj. | Por. | Po. | Pr. | GR | Bod. |
| --------- | ---- | ---- | ---- | ---- | --- | --- | -- | ---- |
| Ukrajina  | 2    | 1    | 1    | 0    | 1   | 0   | +1 | 4    |
| Rumunjska | 2    | 1    | 0    | 1    | 6   | 2   | +4 | 3    |
| Belgija   | 2    | 0    | 1    | 1    | 1   | 6   | -5 | 1    |

| 28. siječnja 2014. 21:00 |          |                                                                     |                                                           |
| Belgija                  | 1:6      | Rumunjska                                                           | Lotto Arena, Antwerp Broj gledatelja: 3 760 Sudac: Malfer |
| Rahou 23'                | Izvješće | Răducu 3' Matei 14' Lupu 22' Șotărcă 32' Iancu 35' Salhi 39' (a.g.) | Lotto Arena, Antwerp Broj gledatelja: 3 760 Sudac: Malfer |

| 30. siječnja 2014. 18:30 |          |             |                                                          |
| Rumunjska                | 0:1      | Ukrajina    | Lotto Arena, Antwerp Broj gledatelja: 2 554 Sudac: Černý |
|                          | Izvješće | Sorokin 17' | Lotto Arena, Antwerp Broj gledatelja: 2 554 Sudac: Černý |

| 1. veljače 2014. 20:45 |          |         |                                                          |
| Ukrajina               | 0:0      | Belgija | Lotto Arena, Antwerp Broj gledatelja: 3 724 Sudac: Tomić |
|                        | Izvješće |         | Lotto Arena, Antwerp Broj gledatelja: 3 724 Sudac: Tomić |

#### Skupina B
| Momčad     | Uta. | Pob. | Izj. | Por. | Po. | Pr. | GR  | Bod. |
| ---------- | ---- | ---- | ---- | ---- | --- | --- | --- | ---- |
| Rusija     | 2    | 1    | 1    | 0    | 11  | 5   | +6  | 4    |
| Portugal   | 2    | 1    | 1    | 0    | 9   | 4   | +5  | 4    |
| Nizozemska | 2    | 0    | 0    | 2    | 1   | 12  | -11 | 0    |

| 28. siječnja 2014. 18:30                                           |          |             |                                                                        |
| Rusija                                                             | 7:1      | Nizozemska  | Lotto Arena, Antwerp Broj gledatelja: 3 248 Sudac: Gutiérrez-Lumbreras |
| Cirilo 4' 12' Lyskov 10' Eder Lima 15' 35' Sergeev 21' Robinho 23' | Izvješće | Attaibi 28' | Lotto Arena, Antwerp Broj gledatelja: 3 248 Sudac: Gutiérrez-Lumbreras |

| 30. siječnja 2014. 20:45 |          |                                                          |                                                          |
| Nizozemska               | 0:5      | Portugal                                                 | Lotto Arena, Antwerp Broj gledatelja: 3 629 Sudac: Tomić |
|                          | Izvješće | João Matos 6' Joel 13' Cardinal 36' Bruno Coelho 38' 39' | Lotto Arena, Antwerp Broj gledatelja: 3 629 Sudac: Tomić |

| 1. veljače 2014. 18:30                          |          |                                              |                                                          |
| Portugal                                        | 4:4      | Rusija                                       | Lotto Arena, Antwerp Broj gledatelja: 3 515 Sudac: Tomić |
| Ricardinho 23' Gonçalo 29' 34' Fukin 32' (a.g.) | Izvješće | Abramov 23' Pereverzev 25' Eder Lima 30' 35' | Lotto Arena, Antwerp Broj gledatelja: 3 515 Sudac: Tomić |